# Warren Anderson (chủ tịch)
Warren Anderson (29 tháng 11 năm 1921 – 29 tháng 9 năm 2014) là chủ tịch và tổng giám đốc của Union Carbide khi vụ thảm họa Bhopal xảy ra tại một nhà máy thuộc về một công ty phụ của Ấn Độ, Union Carbide India Limited, tại thành phố Bhopal, Madhya Pradesh, Ấn Độ.
Anderson sinh năm 1921 ở khu Bay Ridge của Brooklyn, New York, trong một gia đình nhập cư từ Thụy Điển.
Với tư cách là tổng giám đốc điều hành của công ty hóa chất Union Carbide cho đến khi nghỉ hưu năm 1986, Anderson có trách nhiệm về vụ án Bhopal khi để cho thoát hơi ga. Anderson đã bị bắt giữ ngay sau tai họa đó tại thành phố nơi vùng Trung Ấn đó thế nhưng đã nhanh chân thoát ra khỏi nước. Ông đã bị "ám ảnh" từ nhiều năm do tai nạn tệ hại nhất trong công nghiệp thế giới về ngành đó, theo như lời của vợ đương sự vào ngày 1 tháng 8 năm 2009. Công ty Union Carbide, nay thuộc quyền sở hữu của công ty Midland, thuộc tổng công ty Dow Chemical Co. có trụ sở đóng tại Michigan, khi chất ga chết người kia thoát ra khỏi một phân xưởng tại Bhopal vào ngày 3 tháng 12 năm 1984.
Ngày 31 tháng 7 năm 2009, để trả lời một kiến nghị của một nhóm nạn nhân, một tòa án Ấn Độ đã có trát truy tầm Warren Anderson, cựu giám đốc công ty Union Carbide Corp. do có trách nhiệm để cho thoát 40 tấn chất hơi độc giết chết 10.000 người ở Bhopal. Ông Prakash Mohan Tiwari, chánh thẩm của Bhopal, đã ra lệnh chính quyền liên bang Ấn gây sức ép để Washington dẫn độ người Mỹ này. Các giới chức Hoa Kỳ không có hành động gì trong việc dẫn độ ông ta và đương sự vẫn có nhà ở Florida, Connecticut và trong khu Hamptons tại Long Island.
Ông hiện giờ sống ở Bridgehampton, Long Island, New York.